# Ervin Drake
Ervin Drake (ur. 3 kwietnia 1919 w Nowym Jorku, zm. 15 stycznia 2015 tamże) – amerykański kompozytor i autor tekstów piosenek najbardziej aktywny zawodowo w latach '40, '50 i '60 XX w., twórca wielu tekstów utworów popowych oraz jazzowych (w 1952 napisał piosenkę o Marilyn Monroe zatytułowaną "Marilyn", najbardziej znane kompozycje to piosenki "I Believe" Frankie Laine'a i "It Was a Very Good Year" Franka Sinatry), członek Songwriters Hall of Fame.

## Wybrane utwory
- "Heads or Tails" (1947)
- "What Makes Sammy Run?" (1964)
- "Her First Roman" (1968)
- "Sophisticated Ladies" (1981)